# Paardenkracht (eenheid)

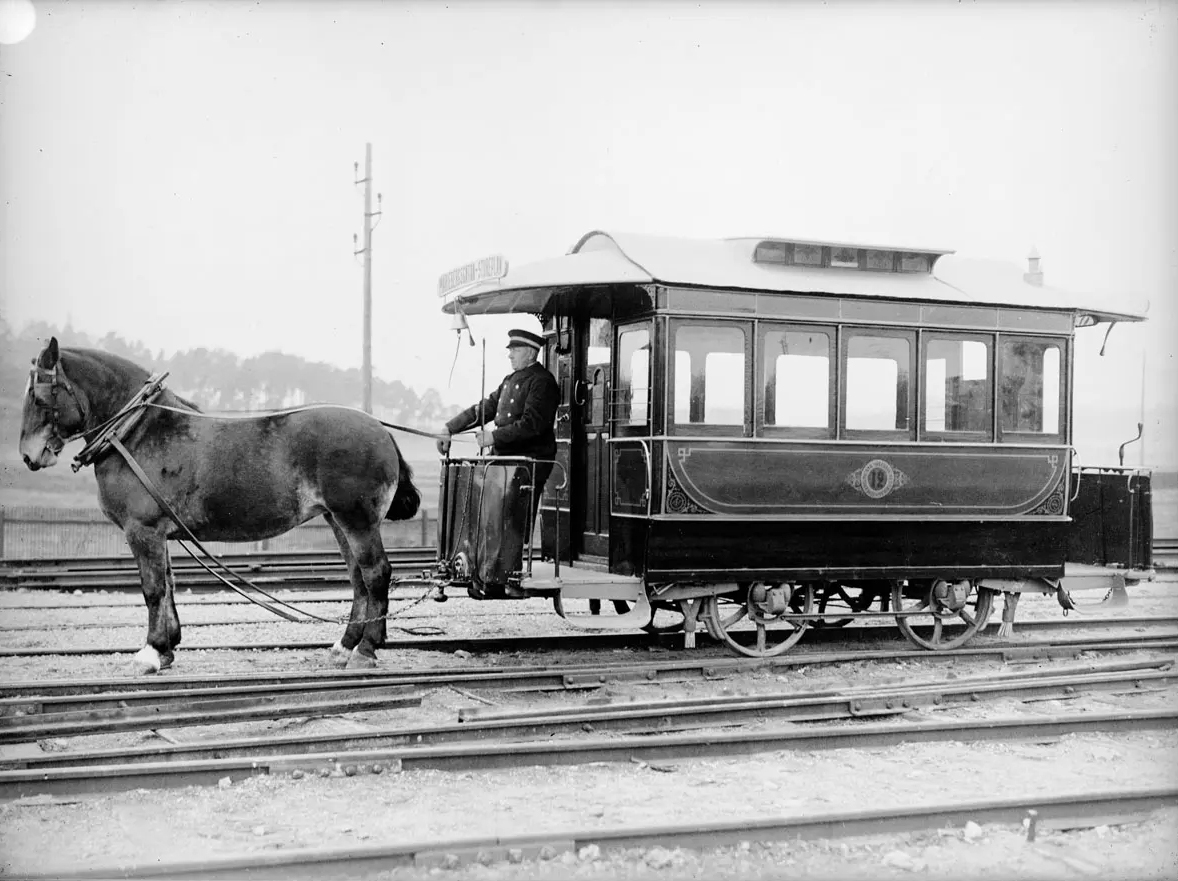
Een paardentram in Stockholm, Zweden

De paardenkracht (Nederlands symbool pk en vaak zo uitgesproken) is een oude eenheid van arbeidsvermogen, waarvan het gebruik sinds 1978 – bij de invoering van het SI-stelsel – wettelijk niet meer is toegestaan. De naam paardenkracht is verwarrend, want het is geen eenheid van kracht⁣, maar van vermogen. De Engelse naam horsepower (symbool HP) geeft die verwarring niet.
De paardenkracht heeft, in tegenstelling tot andere eenheden, geen internationaal overeengekomen symbool.
Bij de komst van de stoommachine – die het paard moest vervangen – sprak het vanzelf dat men het vermogen vergeleek met het vermogen van een paard. Een paardenkracht was dan ook het arbeidsvermogen dat een gemiddeld paard langdurig kon leveren, bijvoorbeeld voor het aandrijven van een rosmolen.

## Huidige definities
De volgende definities worden wereldwijd gebruikt.
| Benaming                                          | Symbool | Waarde                                                            |
| ------------------------------------------------- | ------- | ----------------------------------------------------------------- |
| Mechanische paardenkracht (Engelse Paardenkracht) | pk(I)   | ≡ 33 000 lbf/min = 550 ft·lbf/s ≈ 17696 lbm·ft2/s3 = 745,699 87 W |
| Metrische paardenkracht                           | pk(M)   | ≡ 75 kgf·m/s ≡ 735,498 75 W                                       |
| Elektrische paardenkracht                         | pk(E)   | ≡ 746 W                                                           |

### Metrische horsepower

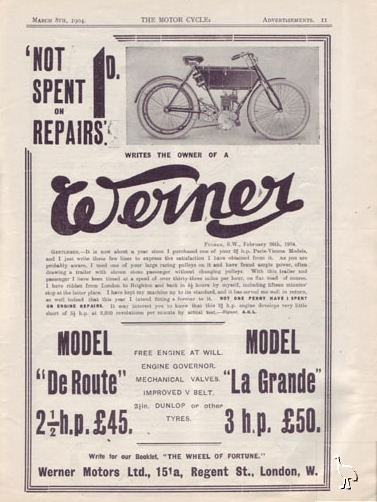
Rond de eeuwwisseling van de 19e en de 20e eeuw werd in advertenties de cilinderinhoud van voertuigen niet vermeld, alleen het motorvermogen was belangrijk.

De Schotse uitvinder James Watt definieerde de paardenkracht rond 1770 als 33 000 foot-pound per minute. Dit is het vermogen om 150 kilogram in een minuut 30 meter op te hijsen. Dus 
{\displaystyle 1\,\mathrm {pk} ={\frac {mgh}{t}}={\frac {150\times 9{,}81\times 30}{60}}=736} watt
De paardenkracht werd ook gedefinieerd als het vermogen dat nodig is om een last van 75 kilogram stapvoets te hijsen (dat wil zeggen met een snelheid van 1 meter per seconde, oftewel 3,6 kilometer per uur). Bij een valversnelling van 9,81 m/s² geldt dus het volgende:
{\displaystyle 1\,\mathrm {pk} =75\,\mathrm {kg} \times 1{\frac {\mathrm {m} }{\mathrm {s} }}\times 9{,}81{\frac {\mathrm {m} }{\mathrm {s} ^{2}}}=736} watt
Deze waarde is gelijk aan wat later in Engeland metric horsepower werd genoemd.
1 pk komt dus overeen met ongeveer 0,7355 kW, en 1 kW met ongeveer 1,3596 pk.
Het vermogen van stoommachines en later ook dat van motoren werd vroeger in pk uitgedrukt. Maar de pk is tegenwoordig vervangen door de SI-eenheid kilowatt (kW), hoewel men in advertenties voor auto's en in het algemeen de term nog steeds gebruikt.

### Internationaal
Een Nederlandse paardenkracht (pk) is exact gelijk aan de Duitse Pferdestärke (PS) en de Franse cheval-vapeur (ch), terwijl de Engelse horse power (hp) iets groter is: 1 horse-power = 1 HP = 550 ft·lbf/s ~ 745,7 watt met andere basiseenheden (1 ft = 1 foot = 0,3048 m en 1 lb = 1 pound = 0,4536 kg). lbf is de zwaartekracht op 1 pound. In Engeland werd dus een iets andere definitie toegepast.

## Verschillende manieren van meten

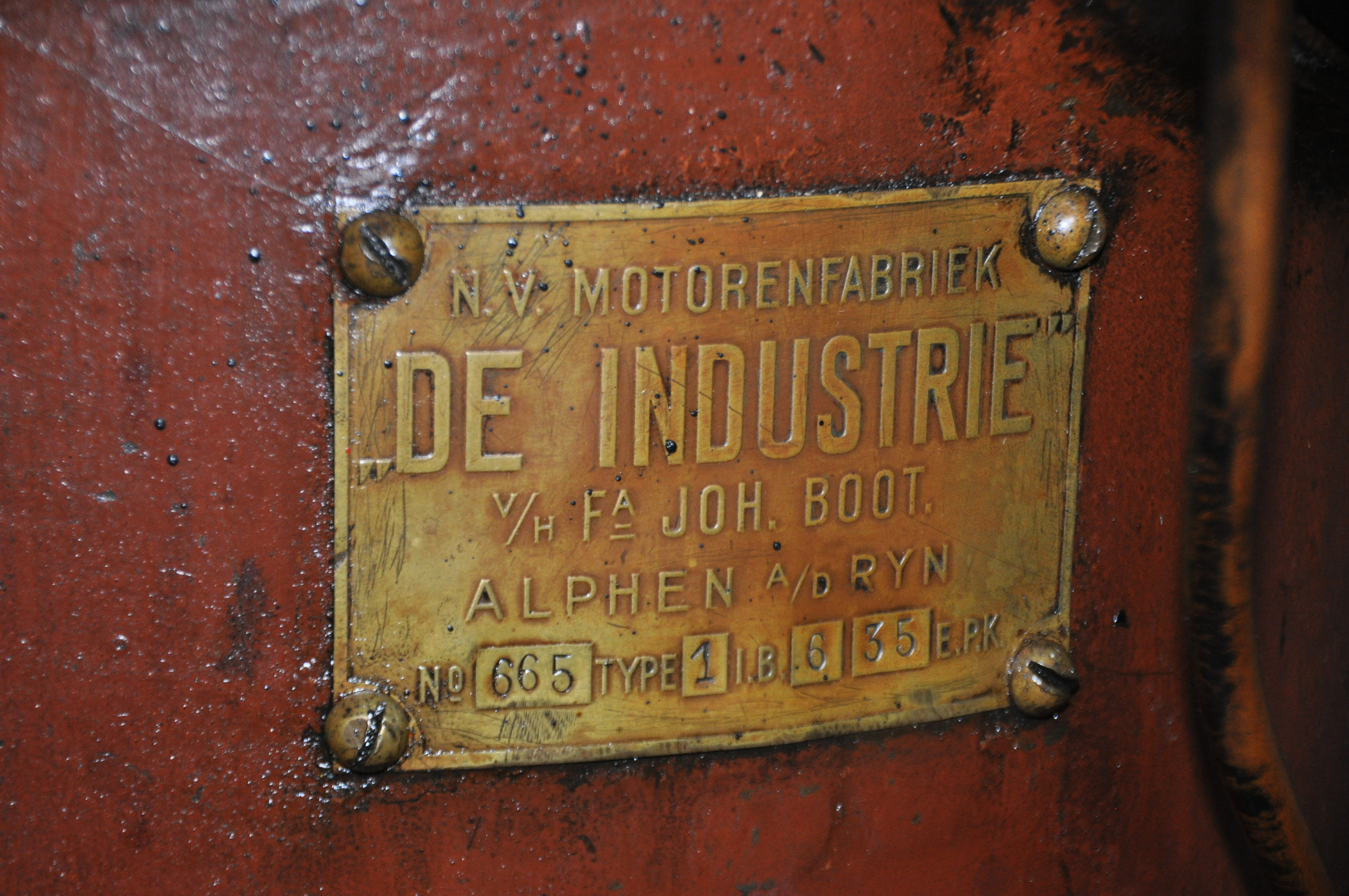
Oude Nederlandse motoren hebben nog al eens een vermogen dat wordt aangegeven in E.P.K.

- APK het asvermogen

wordt gemeten aan de buiten het werktuig stekende as (as- of remvermogen)
- DIN pk (Deutsches Institut für Normung)

deze wordt gemeten volgens normblad DIN 70020, met aangesloten hulpapparatuur, zoals luchtfilter, waterpomp, ventilator, brandstofpomp, inspuitpomp, onbelaste dynamo, uitlaatsysteem enz.
- EPK het effectieve vermogen, dat op de proefstand gemeten wordt aan het vliegwiel of krukas. Het ontstaat uit het inwendig vermogen na aftrek van alle wrijvingsverliezen.[1]
- IPK of IHP het inwendig- of indicateurvermogen

Dit is het theoretische, door de binnendruk opgebouwde, vermogen dat op de cilinder tijdens de gasexpansie ontstaat. Dit vermogen kan niet gemeten worden, maar wordt berekend via het indicateurdiagram. Het vermogen van stoomzeeslepers werd veelal uitgedrukt in IPK.
- NPK het nominaalvermogen
- SAE gross pk (Society of Automotive Engineers) tot 1972

deze wordt gemeten in de Engelse definitie van pk aan het vliegwiel, zonder de hulpapparatuur (alternator, uitlaat, luchtilfter,...) , waardoor de waarde veel hoger ligt dan in DIN pk.
- SAE net pk (Society of Automotive Engineers) vanaf 1972

deze wordt gemeten in de Engelse definitie van pk aan het vliegwiel, met de hulpapparatuur, waardoor de waarde quasigelijk is aan DIN pk.
De opgave van het vermogen wordt door bedrijven meestal zo gunstig mogelijk voorgesteld. Soms sprak men ook wel van verkoop-pk. Het vermogen van auto's en motorfietsen werd ook in pk uitgedrukt, maar de opgegeven getallen konden dus misleidend zijn. Als men het vermogen direct aan de krukas meet, zal het hoger uitvallen dan als men het aan de wielen meet of als motoren worden ontdaan van de hulpapparatuur, zoals de dynamo, versnellingsbak, hydraulische pompen en andere zaken die extra door de motor worden aangedreven. Daarnaast kan de motor op een zeer gunstige manier zijn afgesteld, waardoor men het hoogste vermogen meet.

## Fiscale pk
In België is de fiscale pk een middel tot belastingheffing. Deze eenheid wordt niet berekend op het werkelijk vermogen van de wagen, maar wel op de cilinderinhoud. Samen met het werkelijk vermogen bepaalt ze de hoogte van de verkeersbelasting.

## Cheval fiscal
De paardenkracht moet niet worden verward met de CV (cheval fiscal), een eenheid die door de Franse fiscus wordt gebruikt om het vermogen van een voertuig aan te duiden en die in Nederland vooral bekend is uit de naam van de 2CV. Het vermogen in chevaux fiscaux (formule van 1998) wordt berekend met
{\displaystyle CV={\frac {C}{45}}+\left({\frac {P}{40}}\right)^{1,6}}
Hierin is C de uitstoot aan {\displaystyle {\ce {CO2}}} in g/km  en P het vermogen in kW.
Vanaf januari 2020 geldt de formule:
{\displaystyle P_{\mathrm {A} }=0{,}00018\times P^{2}+0{,}0387\times P+1{,}34}
afgerond naar een geheel getal {\displaystyle P_{\mathrm {A} }=\left\lfloor 0{,}00018\times P^{2}+0{,}0387\times P+1{,}39\right\rfloor }
- P is het maximale netto vermogen, uitgedrukt in kilowatt (kW). Deze waarde staat vermeld op het kentekenbewijs in sectie (P.2).
- PA staat voor het vermogen uitgedrukt in fiscale paardenkracht (CV), afgerond op het dichtstbijzijnde gehele getal. Deze waarde staat vermeld op het kentekenbewijs in sectie (P.6).[4]